# Brusove klavže
Brusove ali Belčne klavže so kamnite zidane klavže (pregrada z zapornicami) z nadstreškom na potoku Belca v Idrijskem hribovju, nekaj kilometrov oddaljene od naselja Idrijska Bela in 12 km od Idrije. Zgrajene so bile med letoma 1767 in 1769 kot nadomestilo za lesene pregrade na tem mestu po načrtih Jožefa Mraka, ki je pri gradnji uporabil malto z dodatkom glinenca, da je pregrada bolje kljubovala pritiskom in vremenskim razmeram. Konstrukcijska višina pregrade je 18 m, dolžina krone pa 35 m.
Kot ostale klavže so bile namenjene splavljanju lesa za potrebe rudnika živega srebra v Idriji. Zaprta zajezitev je zadržala okrog 100.000 m³ vode, ki je ob odprtju zapornic odplaknila skladovnico debel, zloženih pod njo, po Belci navzdol proti Idriji, kjer so jih ujeli z »grabljami« na sotočju Idrijce in Nikove. Z enim plavljenjem je lahko zajezitev odnesla 3000 m³ lesa. Vlogo Brusovih klavž so dopolnjevale Putrihove klavže, istočasno zgrajene približno kilometer in pol gorvodno.
Sistem klavž je deloval do leta 1926, ko je poplava močno poškodovala grablje na Idrijci in ga je nadomestil cestni prevoz lesa. Zaradi unikatnosti, estetike gradnje in velikosti veljajo za ene najpomembnejših objektov slovenske tehniške dediščine. Brusove klavže so bile v začetku devetdesetih let 20. stoletja temeljito sanirane in obnovljene pod okriljem Mestnega muzeja Idrija. Leta 2001 so bile razglašene za kulturni spomenik državnega pomena, širše območje pa je zavarovano tudi v sklopu Krajinskega parka Zgornja Idrijca. V sklopu idrijskega rudišča živega srebra so uvrščene tudi med Unescovo svetovno kulturno dediščino.